# Schutzmannschaft Bataillon 25
Le Schutzmannschaft Bataillon 25 « Abavas » est une unité de police auxiliaire composée de volontaires lettons, engagée aux côtés des Allemands sur le front de l'Est pendant la Seconde Guerre mondiale.

## Histoire
Le 25e bataillon de police auxiliaire est formé le 6 mars 1942 à Liepāja à partir de volontaires de la région de Kurzeme, et placé sous le commandement du lieutenant-colonel Kārlis Plikausis, un vétéran de la Première Guerre mondiale et de la guerre d'indépendance lettone. Il compte alors 15 officiers, 62 instructeurs et 389 soldats, répartis en trois compagnies.
Le bataillon est équipé d'uniformes de surplus de l'ancienne armée lettone dont il reprend également les grades. Initialement, les Allemands l'emploient pour construire des positions fortifiées à l'extrémité nord de Liepāja. Dans les derniers jours de juin, le 25e bataillon reçoit toutefois l'ordre de se tenir prêt à partir en Ukraine au 1er juillet.
Après un voyage de plusieurs jours, le bataillon atteint Korosten, sa destination puis reçoit le jour même l'ordre de se poster dans la ville voisine d'Ovroutch. Là, les hommes commencent un entraînement militaire qui sera rapidement interrompu. En effet, l'activité des partisans en Ukraine est telle que le 25e bataillon doit être employé avant la fin de sa formation pour assurer la sécurisation des environs d'Ovroutch. Pour lutter contre les partisans, les différentes compagnies sont dispersées dans des secteurs parfois éloignés de 130 à 160 km. Au cours de la lutte anti-partisane, les hommes du 25e bataillon gagnent le surnom de « diables verts » en raison de la couleur de leurs uniformes lettons (qui sont remplacés au début de 1943 par des uniformes allemands).
Toutefois, l'unité, comme les autres du même type, subit de très lourdes pertes face à ses opposants et fait face à un manque de matériel : le bataillon est armé de fusils ou de mitrailleuses russes de récupération et ne dispose que d'une poignée de camions. Le 5 mai 1943, le 25e bataillon est renforcé par les éléments rescapés du Schutzmannschaft Bataillon 17, une autre unité lettonne décimée dans les combats. Le 24 décembre 1943, le bataillon est ramené en Lettonie.
L'unité est finalement dissoute lorsqu'elle devient le 2e bataillon du Lettisches Freiwilligen Polizei Regiment 2 (lv), un régiment de police auxiliaire qui agglomère quatre bataillons de Schutzmannschaft.